# Nesebur Gap
Nesebur Gap (auch bekannt als Nesebar Gap und Nessebar Gap, bulgarisch седловина Несебър sedlowina Nessebar) ist eine 550 m hohe und 1,3 km breite Scharte auf der Livingston-Insel im Archipel der Südlichen Shetlandinseln. Sie liegt zwischen dem Plíska Ridge im Westen und dem Nordhang des Mount Friesland im Osten. Sie stellt einen Teil der Wasserscheide zwischen dem Perunika-Gletscher im Norden und dem Huntress-Gletscher im Süden dar.
Bulgarische Wissenschaftler benannten sie 1996 nach der bulgarischen Stadt Nessebar. Das UK Antarctic Place-Names Committee übertrug die bulgarische Benennung 1997 ins Englische.